# Isothecium andrieuxii
Isothecium andrieuxii là một loài rêu trong họ Brachytheciaceae. Loài này được Müll. Hal. Mont. mô tả khoa học đầu tiên năm 1856.